# Zajaczówka (przystanek kolejowy)
Zajaczówka (ukr. Заячівка) – przystanek kolejowy w miejscowości Zajaczówka, w rejonie kowelskim, w obwodzie wołyńskim, na Ukrainie. Położony jest na linii Sarny – Kowel.